# Mathieu Boogaerts en public
Albums de Mathieu Boogaerts
J'en ai marre d'être deux  2000
Mathieu Boogaerts en public est le troisième opus et le premier enregistrement public officiel de Mathieu Boogaerts sorti en 1999. Cet album signe la fin de sa collaboration avec Island Records.

## Titres
| No  | Titre                   | Durée |
| --- | ----------------------- | ----- |
| 1.  | Super Nova              |       |
| 2.  | Ondulé                  |       |
| 3.  | Comment tu t'appelles ? |       |
| 4.  | Attention               |       |
| 5.  | Le papier c'est léger   |       |
| 6.  | Bel et bien là          |       |
| 7.  | L'impact de nos ex      |       |
| 8.  | J'trouve pas l'pôle     |       |
| 9.  | Ça m'étonne             |       |
| 10. | Bon bon                 |       |
| 11. | Bon voyage              |       |
| 12. | La bombe                |       |
| 13. | Super doublage          |       |